# Inundación relámpago

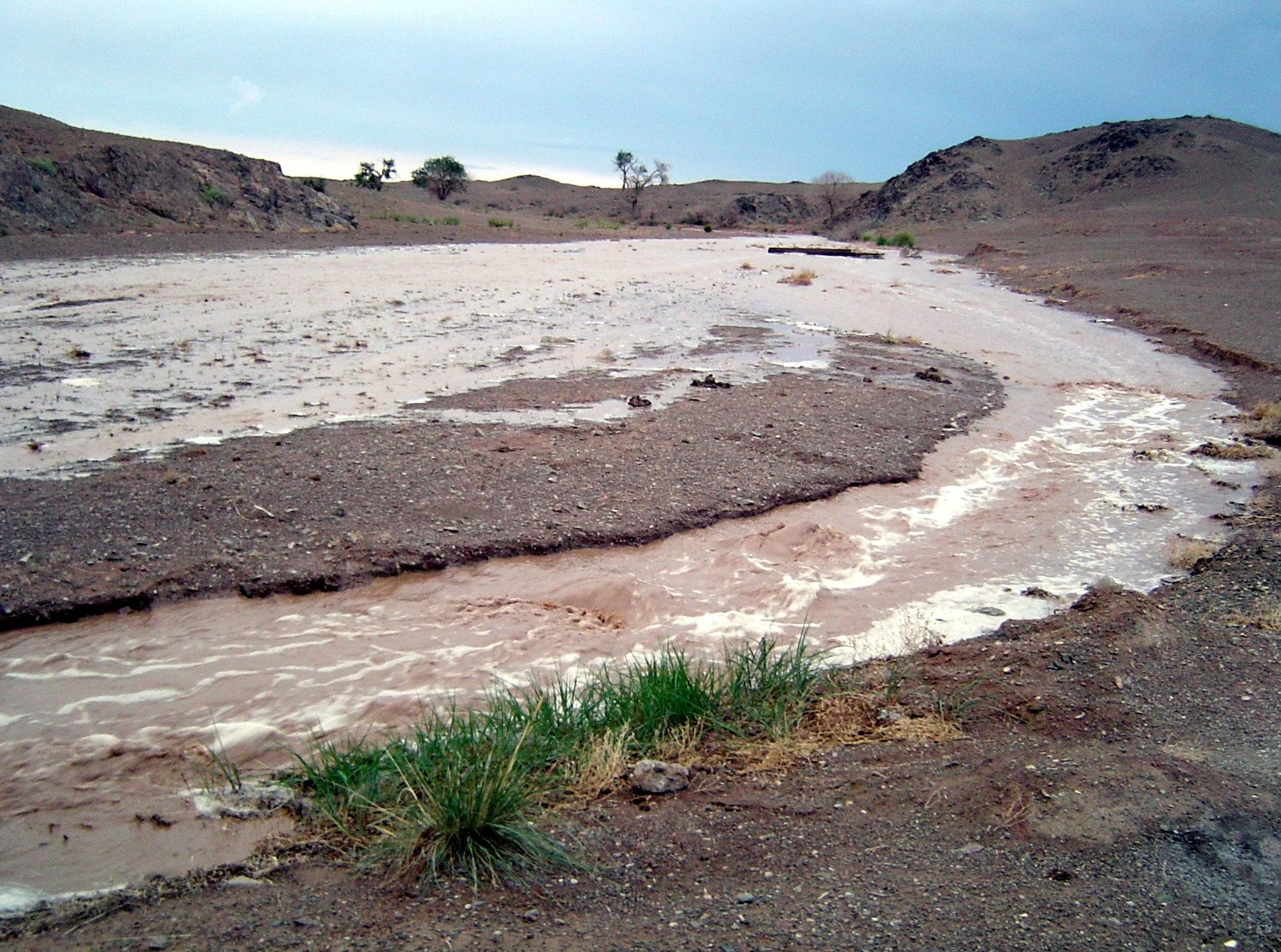
Inundación relámpago en el desierto de Gobi, Mongolia

Una riada, avenida o inundación repentina, torrencial, relámpago o súbita, consiste en la crecida súbita del caudal de un río y, con mayor frecuencia, de un torrente de montaña, rambla o de un río esporádico. Los motivos pueden ser de diverso origen, pero casi todas las razones se deben a características locales del relieve, al perfil longitudinal del cauce, la naturaleza del suelo y de las rocas de la cuenca en general y del cauce en particular en lo que se refiere a la mayor o menor resistencia a la erosión, la dirección a escala local del movimiento de rotación terrestre y, desde luego, a las características meteorológicas, más que climáticas, de la zona donde se encuentra la corriente fluvial en cuestión.

## Descripción
El National Weather Service de los Estados Unidos define las inundaciones relámpago (flash flood) como inundaciones que ocurren poco después de una lluvia muy intensa en la cuenca de un río, rambla o torrente, lo cual significa que el gran aumento de caudal tiene efecto casi inmediatamente después de esa lluvia muy intensa (). Es más destructiva en áreas secas y de vegetación escasa, donde faltan plantas, árboles y suelos que absorban gran parte de la escorrentía superficial. También dan origen a un grave proceso de erosión en algunas partes de la cuenca, especialmente hacia la izquierda del cauce. Esto significa que la erosión de la ribera izquierda es más frecuente y extensa y el desbordamiento o inundación también es más grave por ese lado. (Aunque en forma no muy detallada, este hecho se explica en el artículo Asimetría fluvial).

## Origen

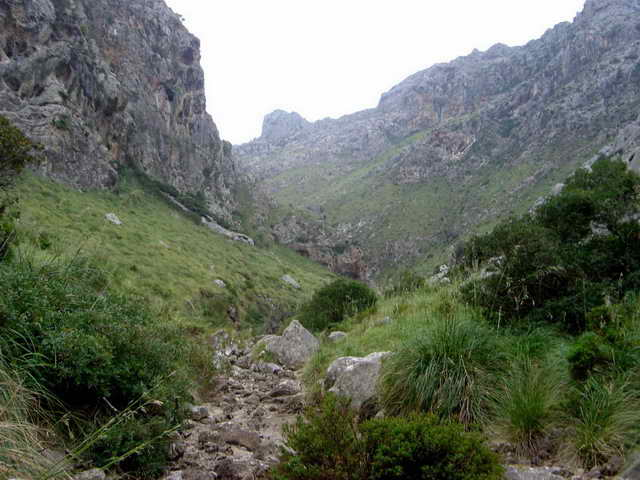
Un torrente de montaña con muy escaso caudal. Este torrente puede dar origen a una inundación relámpago después de una lluvia intensa en el momento en que el nivel del agua en el cauce supera las rocas y obstáculos del cauce. Este cauce pedregoso constituye un obstáculo que ralentiza la velocidad de las aguas cuando el caudal es pequeño, pero cuando una crecida es brusca y sobrepasa el nivel de ese obstáculo, la velocidad de la parte superior de las aguas se incrementa mucho, por lo que forma una especie de ola que adelanta enseguida al pequeño caudal del torrente que circula por abajo, formándose una crecida instantánea del mismo.

Todas las inundaciones relámpago, casi sin excepción, se deben a un aumento súbito del caudal de la corriente fluvial, como consecuencia de una lluvia muy intensa de corta duración. El incremento de ese caudal se traduce en un aumento proporcional de la velocidad de las aguas, creando una especie de ola frontal de agua que baja a gran velocidad por el cauce.

### Inundaciones relámpago en las zonas áridas
En las zonas áridas o semiáridas las lluvias muy intensas, aunque sean de corta duración, pueden aumentar súbitamente el caudal de los torrentes, ramblas o ríos de montaña, aumentando en consecuencia la velocidad de sus aguas y la energía de las mismas, produciendo una gran fuerza erosiva que puede resultar exacerbada por causas locales, como la frecuente escasez de vegetación en los climas áridos, las fuertes pendientes del perfil longitudinal de los ríos y, sobre todo, la naturaleza irregular del cauce que origina la aceleración brusca de las aguas cuando se supera el nivel de base del caudal de las corrientes fluviales. Un ejemplo interesante en este sentido es la crecida súbita del río Cérvol en la provincia de Castellón en noviembre del año 2014 ().

### Inundaciones relámpago en zonas de montaña
Debido a las fuertes pendientes en los ríos y torrentes en zonas de montaña, las inundaciones relámpago en dichas zonas son muy intensas y de gran poder erosivo aunque son, generalmente, de corta duración.
Diversos factores locales o regionales en ríos de montaña pueden agravar los efectos de las inundaciones relámpago. Entre estos factores se encuentran los deslizamientos, aludes de nieve y hielo, fallas en represas, intensidad de las lluvias exacerbada por el relieve terrestre y otros.

### Inundaciones relámpago en zonas de clima frío

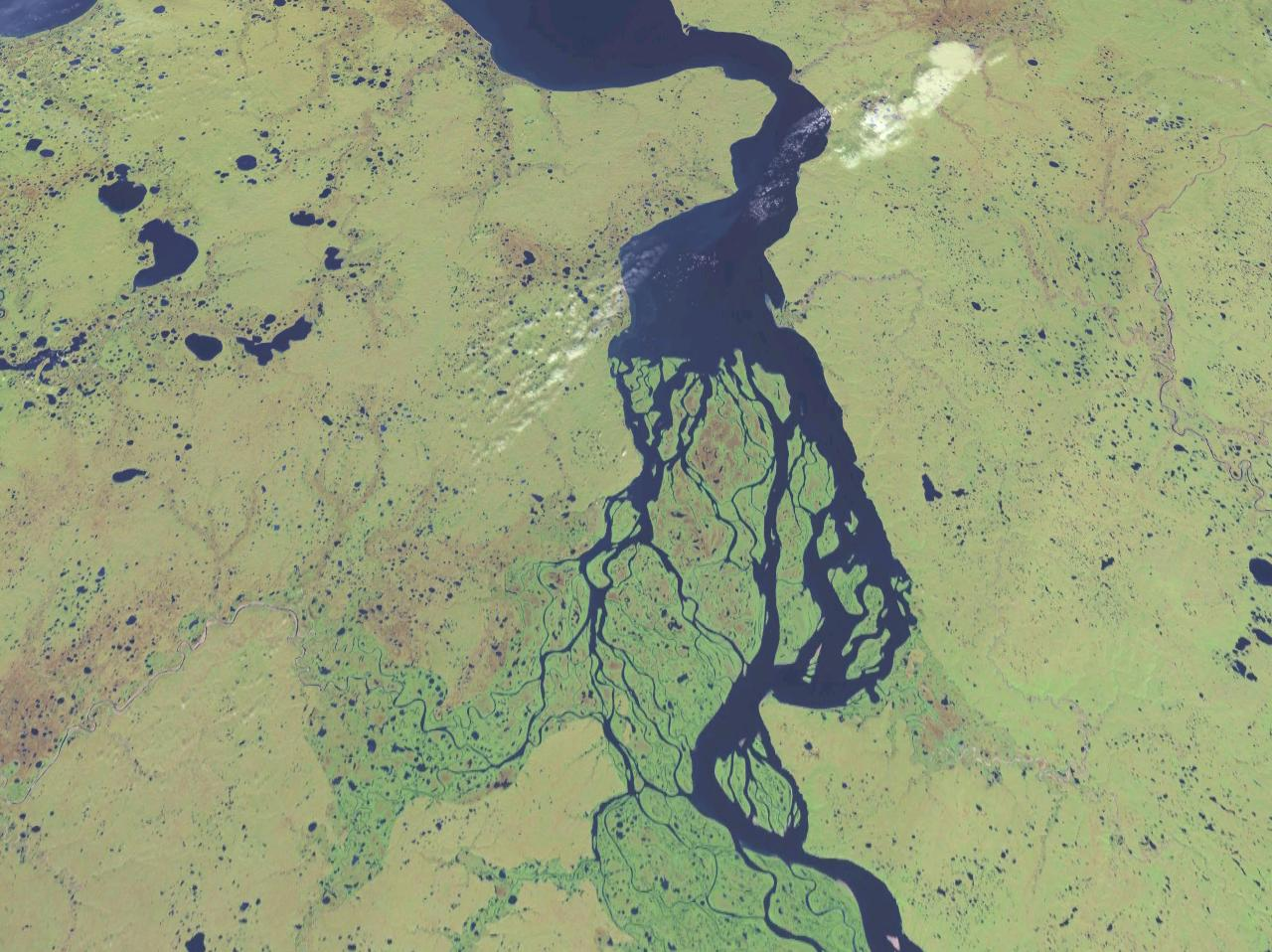
Cuenca inferior del río Yeniséi al norte de Siberia, durante la época de deshielo.

En las zonas de clima frío, la época del deshielo puede dar origen a crecidas violentas de los ríos cuando la nieve y hielo del suelo se derriten bruscamente después de unas lluvias intensas. Es lo que los rusos denominan rasputitsa, un proceso que podría traducirse como época de ausencia de caminos y que está descrito en la obra de Pierre George Geografía de la URSS. Sin embargo, este tipo de inundaciones se convierten a menudo en un fenómeno a gran escala y que involucra cuencas muy extensas de ríos en las regiones de clima subártico o continental extremado por lo que el concepto de inundación relámpago no sería muy adecuado en este caso, sino nada más en los torrentes de montaña de pequeño tamaño que alimentan dichos ríos de cuenca más extensa.
En Siberia, los ríos Obi, Yeniséi, Lena y Amur tienen crecidas muy violentas que dejan bajo las aguas extensas zonas de la superficie de sus cuencas. A ello contribuye la situación zonal de dichas cuencas, que tienen su curso superior en las montañas de China y Siberia dentro de la zona templada, mientras que sus cuencas media e inferior se encuentran en la zona ártica. Esta localización exacerba la violencia de las inundaciones, porque el deshielo comienza a producirse en su cuenca superior al sur (con la excepción del río Amur, que va de oeste a este) que van incrementando su progreso a medida que sus aguas se dirigen hacia el norte. Así, el Obi, que recibe por su izquierda a su afluente más importante, el río Irtysh, se convierte en una zona de inundación de casi 100 km de anchura antes de su desembocadura. Y también el Yeniséi, que es más caudaloso, tiene este tipo de crecidas, aunque como atraviesa el lago Baikal, su caudal se ve bastante más regulado por ese hecho y sus crecidas no son tan violentas aunque sí muy extendidas, como se puede ver en la imagen de la NASA.

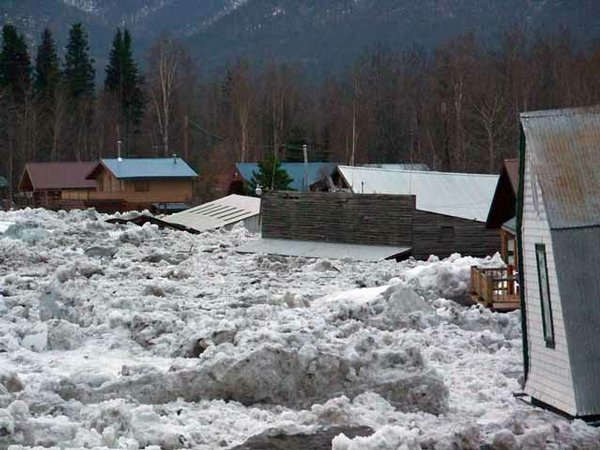
Inundación relámpago en Eagle, Alaska por represamiento por el hielo del caudal del río Yukón

Otro tipo de inundaciones relámpago en zonas de clima frío se da durante las crecidas de primavera y verano cuando un período de deshielo temprano va seguido de un descenso brusco de las temperaturas, lo que da origen a la formación de represas de hielo en el propio cauce de los ríos y la ruptura de esa especie de represas (en inglés ice jams) puede dar origen a crecidas muy violentas, con la particularidad de que suelen producirse por ambas márgenes de los ríos, como ha sucedido en muchas inundaciones del río Yukón lo cual se debe a que el hielo que se forma puede llegar a cubrir todo el ancho del cauce: aunque gran parte del caudal sigue pasando por debajo del "puente" de hielo, la presión del agua represada llega a romper dicho puente y ello ocasiona una crecida violenta del caudal, como sucedió en la población de Eagle en Alaska. De estas inundaciones, las de fines de la primavera suelen ser bruscas y a menudo represadas por el hielo todavía existente en la cuenca inferior de los ríos (recordemos que estos ríos atraviesan antes de su desembocadura zonas de clima polar). Sin embargo, las crecidas de verano, aunque no son tan bruscas, son más continuadas y mucho más extensas debido  a que la cresta de la inundación se produce en la cuenca alta y avanza progresivamente hacia el norte (ríos Obi, Yenisei, Lena y Amur en Siberia y ríos Mackenzie y Yukón en América del Norte), recogiendo en forma acumulativa, toda la nieve que se va derritiendo a medida que avanza el verano.